# Tetrastemma nigrolineatum
Tetrastemma nigrolineatum är en djurart som tillhör fylumet slemmaskar, och som beskrevs av Wheeler 1934. Tetrastemma nigrolineatum ingår i släktet Tetrastemma och familjen Tetrastemmatidae. Inga underarter finns listade i Catalogue of Life.